# Měšťanský dům čp. 413 (Javorník)
Měšťanský nárožní dům č. p. 413 se nachází na ulici Míru, kde sousedí s domem č. p. 412 v Javorníku v okrese Jeseník. Dům je kulturní památkou ČR a je součástí městské památkové zóny Javorník.

## Historie
Měšťanský dům byl postaven před rokem 1373, kdy je poprvé zmiňován jako součást městské středověké zástavby. V průběhu let byl poškozen při různých katastrofách i v roce 1428, kdy město Javorník dobyli husité. Byl přestavován po požárech (1576, 1603, v roce 1825 byly zničeny 104 domy) a povodních. V roce 1843 byl dům v majetku Johanna Schrolla. V roce 1935 byla provedena rekonstrukce. V roce 1945 v domě byl obchod a patři Josefu Weiserovi.

## Popis
Dům č. p. 413 je empírová nárožní dvoupatrová tříosá podsklepená stavba postavená z cihel. Na první patro navazuje atikové patro s kordonovou a korunní římsou. Na patro v celé šíři nasedá trojúhelníkový štít s půlkruhovým oknem nad ním je letopočet 1935. V přízemí ve střední ose je prolomen vchod. Střecha je sedlová. Místnosti mají ploché stropy.